# دانيال جوداه
دانيال جوداه (بالإنجليزية: Daniel Judah)‏ مواليد 8 أغسطس 1977، هو ملاكم أمريكي يصنف ضمن فئة وزن خفيف الثقيل.

## إحصائيات
خاض خلال مسيرته 36 نزالا، فاز في 23 وتعادل في 3 وخسر في 10. فاز بالضربة القاضية في 10 نزالا.

## روابط خارجية
- دانيال جوداه على موقع بوكس ريك (الإنجليزية) (registration required)